# Fiscus
En la antigua Roma, recibía el nombre de fiscus el tesoro personal del emperador, recaudado mediante el cobro de impuestos en las provincias imperiales, la asunción de propiedades y otros privilegios. Fue instaurado durante la administración del Principado en el Imperio romano. Sin embargo, yn el siglo III ya se entendía como un fondo estatal más que personal, aunque bajo el control del emperador.
El fiscus, término latino, de donde proceden las palabras fisco y fiscalidad, designa en origen la cesta de junco o de mimbre que recogía el dinero pagado por los contribuyentes para ser entregado a la caja central de Roma o a la caja provincial, y luego, por extensión, a la caja imperial.

## Historia

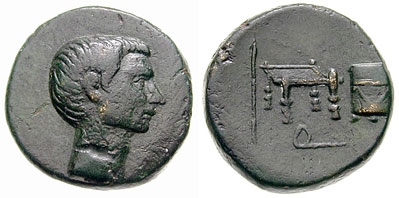
Moneda (c. 38 a.C.) que muestra un fiscus a la derecha de una hasta publica (lanza de subasta) y una sella quaestoria (silla del cuestor).

Al establecerse el poder imperial, Augusto puso en marcha un sistema, que dejaba al senado el control de las finanzas, pero únicamente en apariencia.
Augusto dividió el territorio entre provincias correspondientes al senado, como representante de la antigua república y provincias correspondientes al césar. Como consecuencia, hubo una división de las ramas más importantes de los ingresos y gastos públicos. Al tesoro público o aerarium (ya existente), iban a parar los tributos recaudados en las provincias senatoriales.
Al tesoro personal del emperador o fiscus iban a parar los ingresos de las provincias imperiales. Sobre este último tesoro recaían los gastos más gravosos, a saber, los del ejército y la flota, la burocracia y las subvenciones a la plebe urbana (reparto de trigo o dinero). Esto modificó profundamente el reparto de poderes entre el senado y el Dominado, durante el Alto Imperio. 
Las provincias imperiales, bajo la reforma de Augusto, eran las provincias non pacatae (es decir, las provincias fronterizas) que Augusto había establecido bajo su administración directa. Esas provincias, que más tarde empezaron a llamarse provinciae Caesaris, fueron confiadas a equites y agentes del emperador con el título de procuratores Augusti.
A pesar de esta separación, el emperador tenía derecho a transferir dinero del aerarium al fiscus. Varios historiadores creen que sólo hubo diez provincias senatoriales, es decir, un tercio del número total de las imperiales. Este hecho demostraría que el fiscus fue mucho más rico y relevante que el aerarium, ya desde su nacimiento.
El fiscus en los primeros años estaba dirigido por un a rationibus, originalmente un liberto rationalis independiente del sistema de las clases sociales romanas.
Después de Tiberio, el fiscus se transformó en un fondo personal, incluyendo los fondos de reserva, los ingresos fiscales, y el Ager publicus. 
Bajo el reinado de Vespasiano, el fiscus judaicus se aplicó a la comunidad judía del Imperio. También creó el fiscus Alexandrinus y el fiscus Asiaticus para recibir los ingresos egipcios y asiáticos, antes destinados al aerarium.
A partir de Septimio Severo, el poder central se refuerza aún más, el fiscus se convierte en el conjunto de los impuestos del estado romano, y se separa en patrimonio privado del emperador y en patrimonio de la casa real. Los detalles de esta separación son muy discutidos por los historiadores. Bajo Adriano, el rationalis, muy impopular y corrupto, es encabezado por un miembro del orden ecuestre. Bajo Diocleciano aparece lo que puede aparentar un Ministerio de Finanzas, el Comes sacrarum largitionum. Su poder se extiende sobre el sacrum aerarium, reunión del aerarium y del fiscus.
Juvenal hizo una sátira, escribiendo que el gran tamaño del mar Adriático se debía al fisc de Domiciano.